# Muzeul Von der Heydt

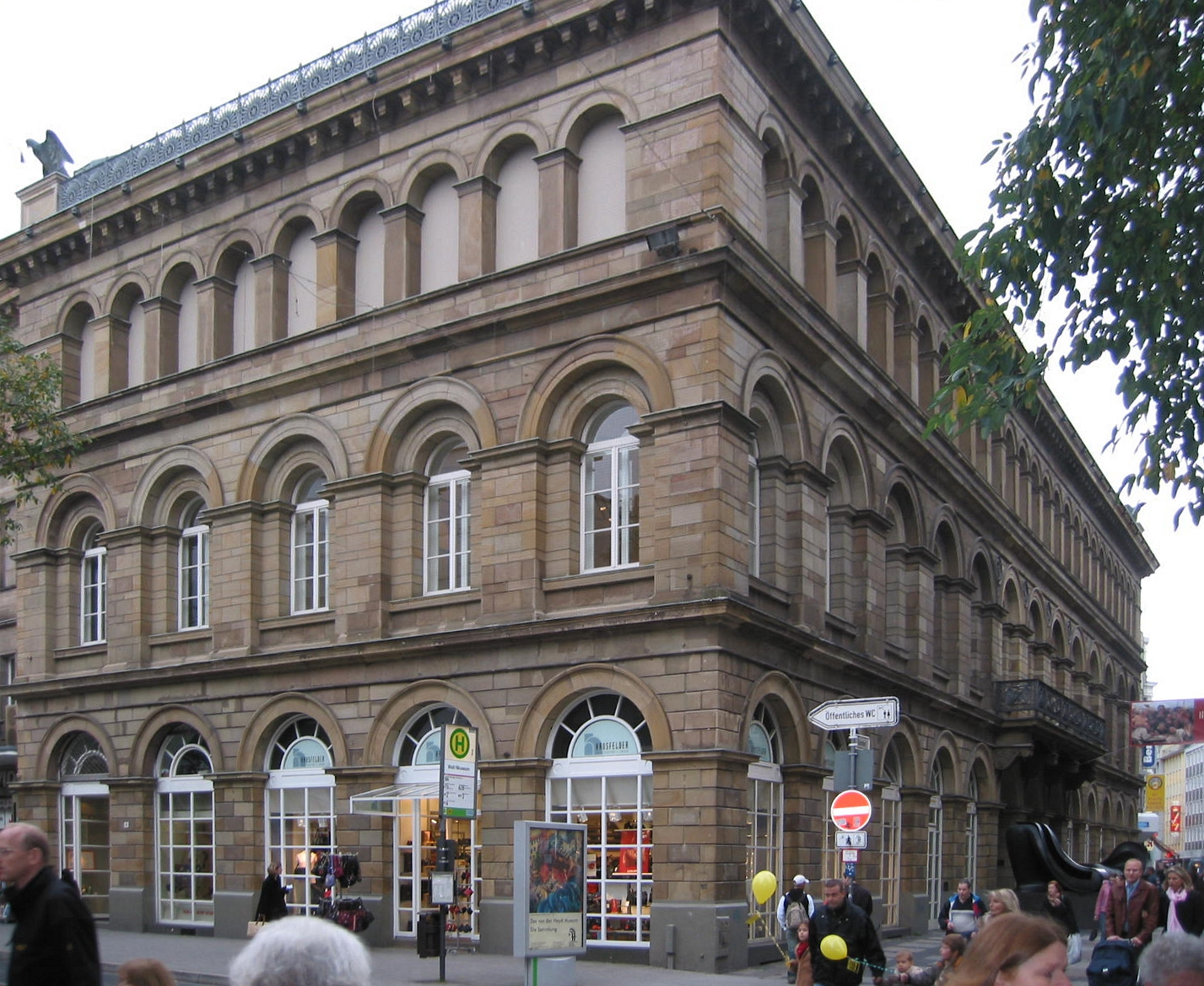
Muzeul Von der Heydt, adăpostit în fosta primărie a oraşului Elberfeld

Muzeul Von der Heydt  este un muzeu în orașul german Wuppertal, landul Renania de Nord-Westfalia.

## Vezi și
- Muzeul erotic Beate Uhse
- Muzeul evreiesc din Berlin
- Muzeul German
- Muzeul de științe naturale Koenig
- Muzeul Național German
- Muzeul Tehnic al landului Baden-Württemberg (Mannheim)